# Veribubo arenarius
Veribubo arenarius är en tvåvingeart som först beskrevs av Zaitzev 1973.  Veribubo arenarius ingår i släktet Veribubo och familjen svävflugor. Inga underarter finns listade i Catalogue of Life.